# Olle Dahlberg
Sven-Olof ”Olle” Dahlberg, född 4 oktober 1928 i Sollefteå, död 13 maj 1997, var en svensk skridskoåkare. Dahlberg räknades under 1950-talet som en av Sveriges främsta inom sin sport och nådde internationella framgångar. Han tävlade för CK Arnljot 1947–1950, IF Castor 1951–1955 och 1960 och IFK Kiruna 1956–1959.
Dahlbergs karriär inföll under ”Sigge” Ericssons storhetsperiod och i vars skugga han ofta fick stå. Dahlbergs främsta meriter är 4:e platsen i allround vid EM 1957 och 6:e platsen allround vid VM 1958. 1958 var för övrigt Dahlbergs absolut främsta säsong då han förutom framgångarna vid VM totalt dominerade SM-tävlingarna som detta år var förlagd till hans hemmaplan Kiruna. Dahlberg vann så när alla individuella SM-titlarna som stod på spel och fick bara släppa ifrån sig guldet på 500 m till sprinterspecialisten Bengt Malmsten och där nöja sig med silver.

## Tävlingskarriär
1955 då EM gick på hemmaplan på Kopparvallen i Falun blev Dahlberg 6:e man allround ett mästerskap som dock är mest känt som ett av ”Sigge” Ericssons stora triumfer. Dahlberg tog även EM-”brons” på 10.000m 1957 men detta är en inofficiell medalj då man i skridsko endast räknar det sammanlagda resultatet (Allround). Dahlberg representerade även Sverige vid de Olympiska Spelen 1956 och 1960. 1956 blev det i Cortina en 7:e plats på 5.000m samt 8:e plats på 10.000m. På 5000m gick Dahlberg med 8.01,6 under det gällande svenska rekordet på sträckan, dock var tiden redan inom en timme slagen av landsmannen och den blivande silvermedaljören "Sigge" Ericsson. 1960 i Squaw Valley var han inför spelen i sin bästa form någonsin och blev vid en Förolympisk tävling några dagar innan OS början tvåa med tiden 2.11,0 vilket var nytt svenskt rekord. Efter att ha drabbats av höjdsjuka fick Dahlberg nöja sig med som bäst en 7:e plats på 10.000m. 
På nationell nivå vann Dahlberg SM-guld på 1.500m 1957, 1.500m, 5.000m, 10.000m 1958 och 1.500m 1960. Samt blev det lagguld i stafett 1953 och 1955. Samt tog Dahlberg hand om den inofficiella SM-titeln i allround åren 1957-1960, vilket dock inte räknas som Svenskt Mästerskap men som är ett bra bevis på att Dahlberg dessa år var Sveriges främsta skridskoåkare. Tog under åren 1953-1960 20 SM-medaljer i valörerna 5 guld – 7 silver – 4 brons samt i lag 2 guld – 2 silver.
Övriga meriter som kan nämnas är 15 A-landskamper och 1 B-landskamp. Tog en individuell landskampsseger, detta på 500m mot ett kombinerat Europalag i Eskilstuna 1959. 
Vid VM 5:e platser på 10.000m 1956 & 1958. Vid EM förutom ”bronset” 1957, 4:e platser på 5.000m 1955 & 1957 samt 10.000m 1955 & 1960. 5:e plats allround i Nordiska Mästerskapen 1955 samt sträckplaceringarna 3:A på 10.000m 1955 och 2:a på 10.000m 1960. 
Dahlberg var även en lovande cyklist i Kramfors IF:s färger med en 4:e plats vid junior-SM 1953 samt för juniorer seger i Norrländska Mästerskapen och Distrikts Mästerskapen. Dahlberg valde till och med efter att ha missat VM och EM 1954 att istället satsa på Cykel och var detta år bl.a. 20:e man på SM 15-mil men han ändrade sig och i en intervju efter EM-framgångarna 1955 berättade Dahlberg följande i tidningen Nya Norrland "när isarna väl började lägga sig på sjöarna började det spritta och när en inbjudan dök upp från Gösta (Olander förf. anm.)så tackade jag ja". Inbjudan var förstås till dåtidens idrottsliga träningsmetropol Vålådalen. Därefter var det bara full satsning på skridskoåkningen som gällde.
Efter säsongen 1960 avslutade Olle Dahlberg sin karriär.